# Куликов, Александр Владимирович (музыкант)
Александр Владимирович Куликов (род. 13 декабря 1981) — российский рок-музыкант, один из основателей, бас-гитарист и бэк-вокалист группы «Северный Флот». Предпочитает играть на пяти- и шестиструнных бас-гитарах.

## Биография
Отец Александра Куликова, Владимир, играл на бас-гитаре во время службы в армии. После демобилизации он решил продолжить музыкальный путь, но длилось это недолго и бас-гитара оказалась на шкафу. Там её и заприметил Александр в возрасте 5 лет. С 1999 года он был бас-гитаристом в питерской блэк-метал группе Azeroth. В 2002 году группа оказывается на грани распада и Александр уходит в проект гитариста Алексея Шпынёва. Летом 2003 года Александр становится участником группы Face-X, в которой играет до 2006 года. Затем играет в англоязычных метал-командах Old'School и Reds'Cool.
По словам Якова Цвиркунова, Александр Куликов был на примете у группы «Король и Шут» с осени 2012 года.

## Семья
Супруга — Татьяна Куликова.
- сын — Арсений Куликов[3].
- дочь - Алиса Куликова.

Сестра -  Куликова Екатерина.
- племянницы - Васильева Арина и Васильева Ксения.

## Дискография
| №  | Год  | Альбом          | Группа        |
| -- | ---- | --------------- | ------------- |
| 1. | 2000 | Live in Polygon | Azeroth       |
| 2. | 2006 | Relations       | Face-X        |
| 3. | 2009 | Содружество     | Пилот         |
| 4. | 2010 | Ромео не умрет  | Бенzин        |
| 5. | 2013 | Bad Story       | Reds'cool     |
| 6. | 2014 | Всё внутри      | Северный Флот |
| 7. | 2016 | Мизантропия     | Северный Флот |
| 8. | 2018 | ИNОЙ            | Северный флот |
| 9. | 2021 | 2020            | Северный флот |